# 馬修·格雷夫
馬修·格雷夫（Matthew Gregory Glave，1963年8月19日—）是美國的一位電影和電視演員。格雷夫出生在薩基諾，畢業於俄亥俄大學。